# دياموند بار (كاليفورنيا)
دياموند بار (بالإنجليزية: Diamond Bar )‏ هي إحدى مدن مقاطعة لوس أنجليس، كاليفورنيا. تم إعطاءها لقب مدينة في 18 أبريل، 1989.

## أعلام
- ريان وينديل
- نادية ميهيا
- ريان سميث
- شيلدون جاكسون
- غاري براون